# Hermann von Boyen
Ludwig Leopold Gottlieb Hermann von Boyen (* 23. Juni 1771 in Kreuzburg; † 15. Februar 1848 in Berlin) war ein preußischer Generalfeldmarschall und 1814/1819 sowie 1841/1847 Kriegsminister.

Hermann von Boyen, Altersporträt

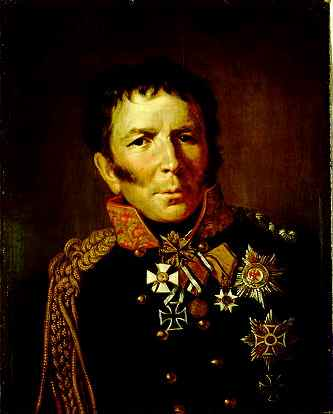
Hermann von Boyen, Ölgemälde von François Pascal Gérard

## Leben

### Herkunft
Hermann von Boyens Familie stammte ursprünglich aus den Niederlanden. Der Stammvater dieses Zweiges diente als Oberst im schwedischen und niederländischen Heer, bevor er sich nach dem Westfälischen Frieden in Ostpreußen niederließ. Seine Eltern waren der Oberstleutnant und Regimentskommandeur Johann Friedrich von Boyen (1720–1777) und dessen Ehefrau Hedwig Sophie, geborene von Holtzendorff (1735–1778) aus dem Hause Gerlauken. Sein Onkel Ernst Johann Sigismund von Boyen (1726–1806) war preußischer General der Kavallerie und Ritter des Schwarzen Adlerordens.

### Militärkarriere
Nach dem frühen Tod seiner Eltern wurde Boyen zunächst im Hause einer unverheirateten Schwester seines Vaters in Königsberg erzogen. Er trat im April 1784 als Gefreiterkorporal in das Infanterieregiment „von Anhalt“ der Preußischen Armee ein. Nach seiner Ernennung zum Portepeefähnrich wurde er im Dezember 1786 in das Infanterieregiment „von Wildau“ versetzt und avancierte bis Mitte April 1788 zum Sekondeleutnant. Boyen absolvierte die Kriegsschule in Königsberg, wo er auch die Vorlesungen von Kant besuchte, dessen ethische Vorstellungen ihn stark beeindruckten.
Nachdem er 1794/95 dem Feldzug in Polen als Adjutant des Generals von Günther beigewohnt hatte, wurde er 1799 Stabskapitän, machte den Krieg von 1806, in welchem er bei Auerstedt verwundet wurde, im Generalstab des Herzogs zu Braunschweig Friedrich Wilhelm mit. Nach dem Frieden von Tilsit wurde er Major und Mitglied der militärischen Reorganisationskommission unter Scharnhorst und hielt 1810 als Direktor des allgemeinen Kriegsdepartements Vortrag beim König.
1808 wurde Boyen in Königsberg von der Loge „Zu den drei Kronen“ in den Bund der Freimaurer aufgenommen.
Seit 1803 gehörte Boyen der „Militärischen Gesellschaft“ um Gerhard von Scharnhorst an und wurde 1807 Mitglied der Kommission für Militärreformen. Ein Jahr später wurde er als Major an die Militärreorganisationskommission kommandiert und 1810 Direktor des Allgemeinen Kriegsdepartements. Bei der Begründung der neuen Heeresverfassung war er neben August Neidhardt von Gneisenau Scharnhorsts eifrigster Gehilfe. Konsequent trat er für die Reformen des Freiherrn vom Stein ein. 1811 versuchte er gemeinsam mit Scharnhorst und Gneisenau König Friedrich Wilhelm III. zum Krieg gegen Frankreich zu bewegen. Als sich Preußen dagegen 1812 mit Frankreich verbündete, nahm Boyen als Oberst seinen Abschied und ging nach einem Besuch in Wien wie viele andere preußische Offiziere, die einen Kriegseintritt gegen Frankreich bevorzugt hätten, nach Russland, wo er in Sankt Petersburg lebte.
Als Preußen 1813 erneut die Seiten wechselte und die Befreiungskriege begannen, trat Boyen wieder in preußische Dienste ein. Als Oberst im Generalstab Friedrich Wilhelm von Bülows begleitete er die russische Armee vom Hauptquartier in Kalisch bis nach Sachsen. Nach der Schlacht bei Großgörschen wurde ihm die Mobilmachung in der Mark Brandenburg und falls nötig die Verteidigung von Berlin übertragen; während des Waffenstillstandes ernannte ihn Friedrich Wilhelm III. zum Chef des Generalstabs des 3. Armeekorps. Mit diesem machte Boyen die Schlachten und Gefechte 1813/14 mit. Für sein Verhalten in der Schlacht bei Dennewitz wurde er mit dem Eisernen Kreuz I. Klasse ausgezeichnet und am 22. Dezember 1813 zum Generalmajor befördert.
Unter Verleihung des Ordens Pour le Mérite mit Eichenlaub löste Boyen nach dem Ersten Pariser Frieden im Juni 1814 Generalmajor Karl von Hake als Kriegsminister ab. Als wichtigste Amtshandlung erließ er am 3. September 1814 das von ihm erarbeitete „Gesetz über die Verpflichtung zum Kriegsdienst“, womit er in Preußen die allgemeine Wehrpflicht einführte, das wichtigste Element von Scharnhorsts Heeresreform. Darüber hinaus führte er die im Krieg begonnene Organisation der Landwehr mit der Landwehrordnung von 1815 fort. Damit wurden die Ungerechtigkeiten des Kantonssystems mit seinen vielen Ausnahmen vermieden, auch wenn es für Gebildete und Wohlhabende weiterhin möglich war, als Freiwilliger nur eins statt drei Jahre zu dienen. Der Landwehr sollte jeder preußische Bürger nach seiner Dienstzeit bis zu seinem 39. Lebensjahr angehören, so dass die Landwehr als Form der Volksbewaffnung neben dem stehenden Heer eine tragende Rolle spielen konnte. In den beiden Einrichtungen sahen die Reformer die Kluft zwischen Armee und Volk überwunden.
Am Rande des Wiener Kongresses 1815 sorgte Boyen für Aufsehen, als er den offiziellen preußischen Gesandten Wilhelm von Humboldt zum Duell forderte, weil dieser ihn auf Bitten Metternichs aus dem Saal bat, als eine Geheimunterredung unter den Gesandten stattfinden sollte. Boyen bestand trotz Humboldts Erklärung, er habe nicht die Absicht gehabt, ihn zu beleidigen, auf Genugtuung, sodass schließlich ein Pistolenduell stattfand, das unblutig endete.
Für sein Wirken wurde er mit dem Roten Adlerorden I. Klasse ausgezeichnet und am 30. März 1818 mit Patent vom 2. April 1818 zum Generalleutnant befördert. Bereits kurz nach dem Ende der Befreiungskriege formierte sich die konservative Kritik am Reformprogramm, die sich im militärischen Bereich vor allem gegen die breite Basis der Landwehr richtete. Als diese Widerstände immer stärker wurden, trat Boyen im Dezember 1819 als Kriegsminister zurück. Dieses Ereignis wird in der Geschichtsschreibung oft als endgültiges Ende der Reformphase und Beginn der Reaktion gewertet.

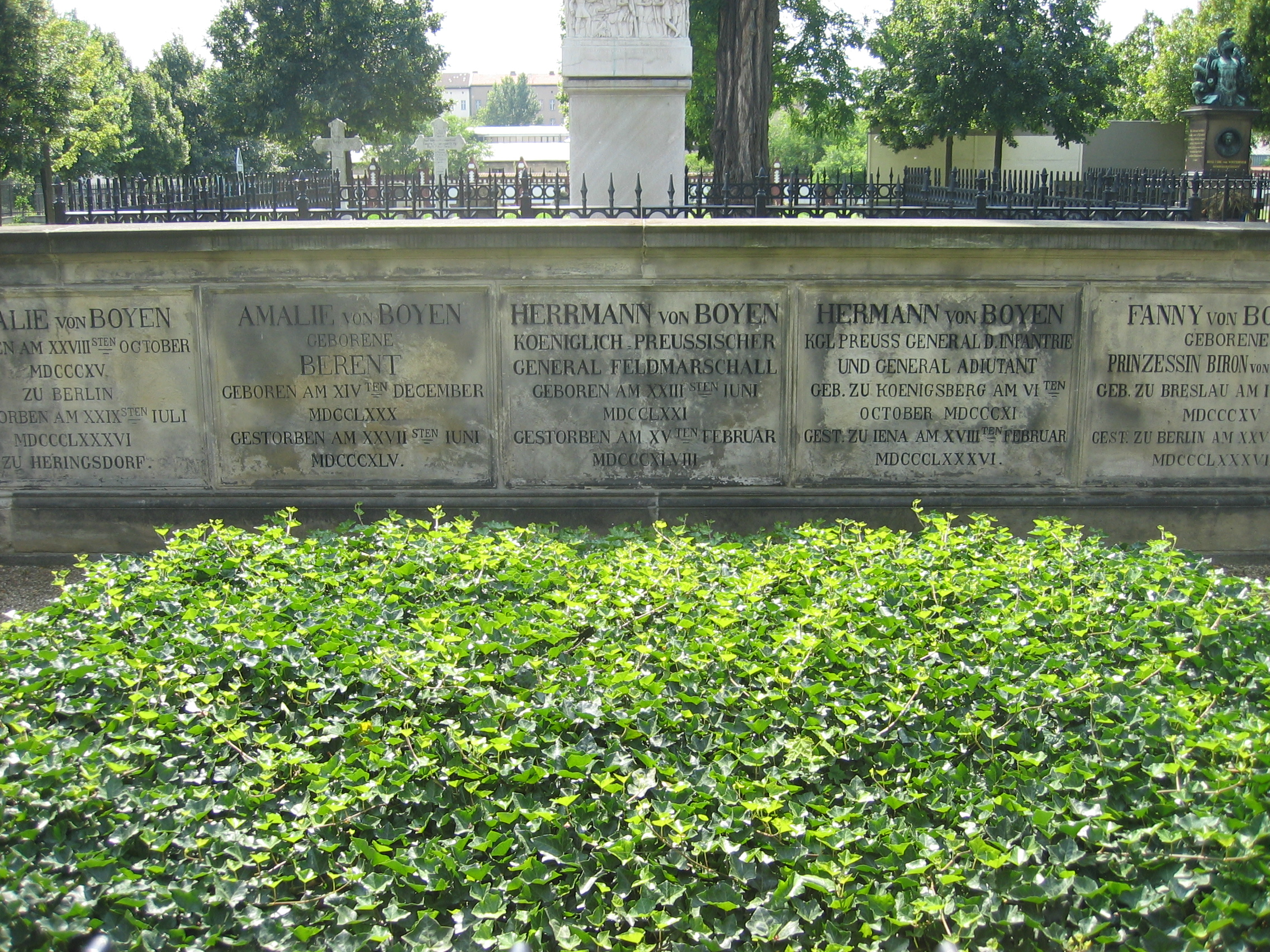
Das Familiengrab von Boyen auf dem Invalidenfriedhof in Berlin

Danach lebte er 21 Jahre lang als Privatmann, trat 1822 in die Gesetzlose Gesellschaft zu Berlin ein und beschäftigte sich mit geschichtlichen Studien, bis ihn König Friedrich Wilhelm IV. unmittelbar nach seiner Thronbesteigung als General der Infanterie in den aktiven Dienst zurückrief. Als Kriegsminister Gustav von Rauch am 28. Februar 1841 verstorben war, wurde Boyen noch taggleich wieder an die Spitze des Kriegsministeriums gestellt, ohne jedoch größeren Einfluss zu entfalten. Während seines Dienstzeit wurde er mehrfach ausgezeichnet. Am 18. Juni 1841 erhielt Boyen den Schwarzen Adlerorden, im Oktober 1842 das Großkreuz des Ordens vom Niederländischen Löwen und im Jahr darauf das Großkreuz des Guelphen-Ordens sowie den Orden des Heiligen Andreas des Erstberufenen. Zudem erhielt Boyen am 19. November 1842 als 19. die Ehrenbürgerschaft der Stadt Berlin. Im November 1847 trat er zurück und wurde zum Generalfeldmarschall und Gouverneur des Invalidenhauses in Berlin ernannt.
Boyen starb am 15. Februar 1848 in Berlin und wurde neben seiner 1845 verstorbenen Ehefrau Amalie auf dem benachbarten Invalidenfriedhof im Grabfeld C beigesetzt. Die Grabanlage geht auf Hofarchitekt Friedrich August Stüler zurück. Später fanden dort auch Sohn und Schwiegertochter sowie Tochter Amalie Friederike ihre letzte Ruhestätte.
Die Grabmale Scharnhorsts sowie der Boyen vorangegangenen Kriegsminister Job von Witzleben und Gustav von Rauch liegen in Sichtweite seines Grabes. Es ist als Ehrengrab der Stadt Berlin gewidmet.
Der König benannte nach ihm die zwischen 1847 und 1855 im masurischen Lötzen errichtete Feste.

### Familie
Boyen heiratete am 9. Dezember 1807 in Gumbinnen Antoinette Amalie Berent (1780–1845).
Aus der Ehe gingen drei Kinder hervor. Der Sohn, General der Infanterie Leopold Hermann von Boyen (1811–1886) heiratete Prinzessin Franziska Biron von Curland, Tochter des Generalleutnants Gustav Kalixt Prinz Biron von Curland und dessen Ehefrau Franziska, geborene Gräfin von Maltzan. Er wurde 1871 Gouverneur von Mainz, 1875 von Berlin und Generaladjutant Wilhelms I. Die Töchter waren Amalie Friederike (1815–1886) und Johanna Sophie Hedwig (* 1819).

## Ehrung
Seine Vaterstadt Creuzburg i. Ostpr. ehrte den Generalfeldmarschall als Schöpfer der allgemeinen Wehrpflicht mit einem Denkmal, welches im heutigen Slawskoje in beschädigtem Zustand noch vorhanden ist.
In Berlin sind die Boyenallee in der Siedlung Heerstraße im Ortsteil Westend und die Boyenstraße im Ortsteil Mitte nach Hermann von Boyen benannt.

## Werke
Von seinen Schriften sind hervorzuheben:
- Beiträge zur Kenntnis des Generals von Scharnhorst. Berlin 1833.
- Erinnerungen aus dem Leben des Generalleutnants von Günther. Berlin 1834.
- Erinnerungen aus dem Leben des Generalfeldmarschalls Hermann von Boyen. Aus seinem Nachlaß im Auftrage der Familie hrsg. von Friedrich Nipold. Bände 1–3, Leipzig 1889–1890.

Auch ist er der Dichter des Liedes Der Preußen Losung 1838.